# Rui Caetano
Rui Alberto Pereira Caetano (Madeira, 19 de janeiro de 1967) é um professor e político português. Foi deputado à Assembleia da República pelo Partido Socialista (PS) pelo círculo da Madeira.
É deputado à Assembleia Legislativa Regional da Madeira pelo Partido Socialista (PS).

## Biografia
É licenciado em Humanidades e mestre em Línguas e Literaturas Modernas e Contemporâneas. É diretor da Escola Básica e Secundária Gonçalves Zarco desde 2010.
Foi cabeça-de-lista pelo PS à Câmara Municipal do Funchal em 2009, tendo sido eleito vereador.
Foi o segundo candidato da lista do PS pelo círculo da Madeira nas eleições legislativas de 2011, nas quais o partido elegeu um deputado. Jacinto Serrão, cabeça-de-lista e líder regional do partido, não assumiu o mandato por se aproximarem as eleições regionais, tendo, assim, Rui Caetano ascendido ao cargo. Contudo, apenas três meses após o início da legislatura, Caetano renuncia ao cargo em desacordo com a estratégia política do PS de excessivo foco na dívida pública da Madeira. No seu curto mandato no Parlamento, entre junho e setembro de 2011, integrou a Comissão de Educação, Ciência e Cultura, a Comissão de Saúde e a Comissão para a Ética, a Cidadania e a Comunicação.
Foi eleito deputado à Assembleia Legislativa Regional da Madeira nas eleições regionais de 22 de setembro de 2019.